# Czosnkowe

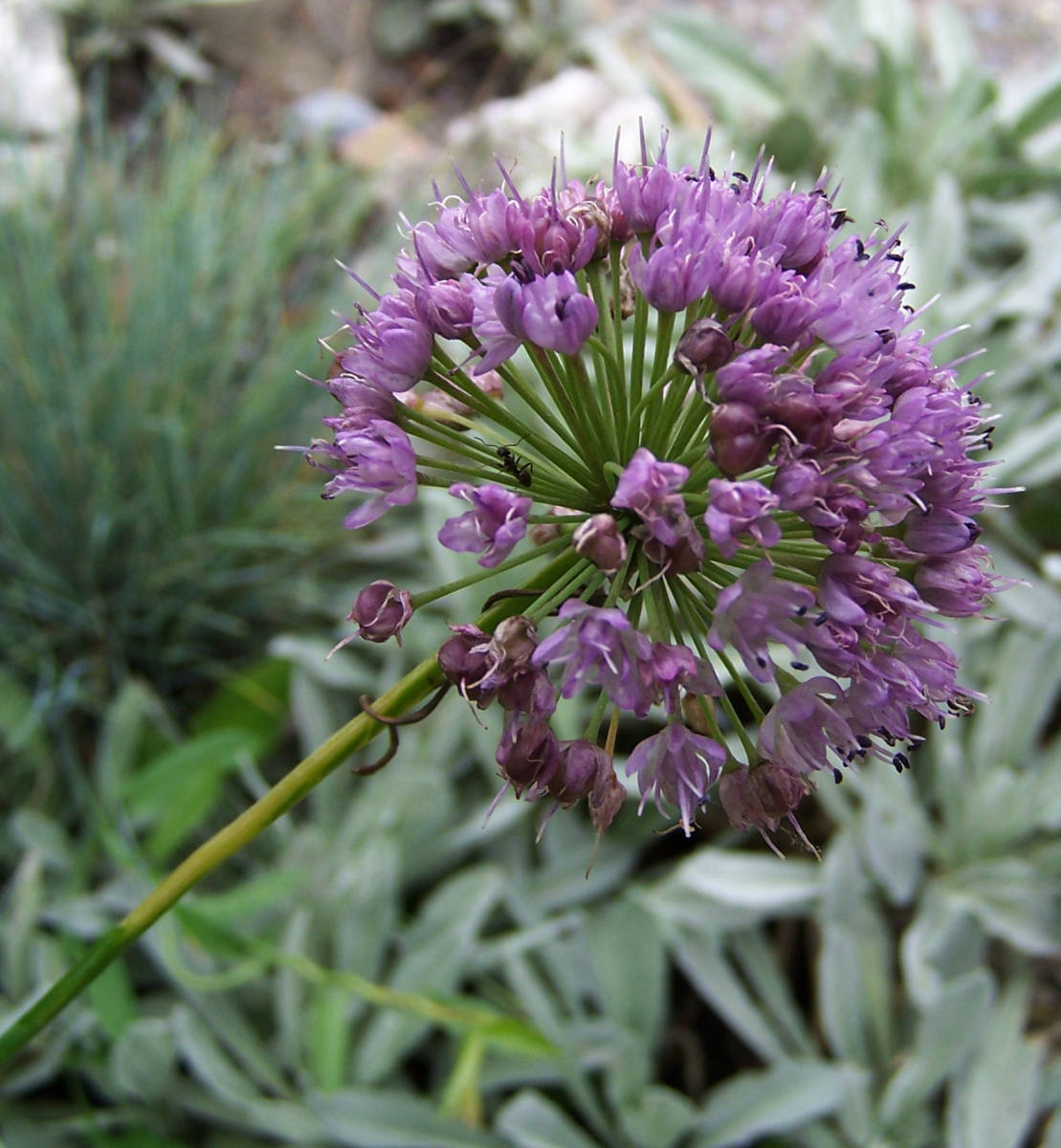
Kwiatostan czosnku skalnego

Czosnkowe (Allioideae Herbert) – podrodzina roślin zielnych zaliczana do amarylkowatych (Amaryllidaceae), do niedawna wyróżniana zwykle w randze rodziny czosnkowate (Alliaceae J. G. Agardh). Należy tu w zależności od ujęcia 13 do 20 rodzajów łączonych w trzy plemiona, obejmujących ok. 800 gatunków, z czego ok. 690 należy do rodzaju czosnek (Allium). Przedstawiciele tego rodzaju rozprzestrzenieni są na wszystkich kontynentach półkuli północnej, poza tym spotykani są na bardzo rozproszonych obszarach w strefie równikowej i w Afryce Południowej na drugiej półkuli. Plemię Tulbaghieae występuje w Afryce Południowej, a Gilliesieae na obu kontynentach amerykańskich. Wiele gatunków z rodzaju czosnek to popularne warzywa. Spożywane są też rośliny z rodzaju Tulbaghia i Nothoscordum. Liczne gatunki uprawiane są jako rośliny ozdobne. 

## Morfologia
PokrójRośliny cebulowe, rzadko kłączowe.
LiścieUlistnienie skrętoległe, dwurzędowe. Liście unifacjalne, płaskie lub cylindryczne na przekroju; zazwyczaj siedzące, rzadko ogonkowe (np. czosnek niedźwiedzi). Pochwy liściowe nie zrośnięte.
KwiatyKwiaty zebrane w baldachy (rzadko pojedyncze lub tworzące kłos (Allium spicatum), stanowiące skrócone kwiatostany wierzchotkowe. Baldach podparty jest 1-2 do kilku, czasem zrośniętymi ze sobą, listkami okrywy, często obejmującej w całości nie rozwinięty kwiatostan. Kwiaty zazwyczaj o budowie regularnie promienistej (tylko u niektórych gatunków czosnku występuje niewielka grzbiecistość pręcikowia). Dwubocznie symetryczne są kwiaty niektórych rodzajów z plemienia Gilliesieae. Okwiat złożony jest z 6, wyrastających w dwu okółkach, wolnych lub zrośniętych listków. Między listkami a pręcikowiem występują przydatki, czasem okazałe i tworzące powabnię. Pręcików jest 6, przyrośniętych do podstaw listków okwiatu. Najczęściej w obu okółkach jednakowe (wyjątkiem ifejon); zazwyczaj wolne, rzadziej pozrastane (zrośnięte podstawami nitki są u części gatunków czosnku Allium); w dwu okółkach (3+3). Prątniczki występują rzadko, w liczbie 3 lub 4; wtedy płodnych pręcików 2–3 (Gilliesia, Leucocoryne). Pylniki przytwierdzone do nitek grzbietami, zwrócone do środka kwiatu, otwierające się podłużnym pęknięciem. Zalążnia górna, trójkomorowa, powstaje z trzech owocolistków. Znamiona słupka 3, typu suchego lub mokrego (czosnek).
OwocSucha pękająca torebka.

## Biologia i ekologia
Byliny w większości zawierające pochodne cysteiny z siarką w składzie, nadające roślinom specyficzny zapach.

## Systematyka
Jeszcze w popularnym w końcu XX wieku systemie Cronquista (1981) przedstawiciele czosnkowatych zaliczani byli do rodziny liliowatych (Liliaceae). Późniejsze odkrycie para- i polifiletycznego charakteru tej grupy roślin spowodowało jej podział. W systemach Reveala (1994-1999) i Takhtajana (1997) czosnkowate zostały podniesione do rangi odrębnej rodziny zaliczonej do rzędu amarylkowców (Amaryllidales). W opublikowanym w 2003 roku systemie APG II czosnkowate uznane zostały za jedną z linii rozwojowych kladu szparagowców (rząd Asparagales) także w randze rodziny. Potwierdzono przy tym jednak bliskie pokrewieństwo czosnkowatych z rodziną amarylkowatych (Amaryllidaceae), która wspólnie z rodziną czosnkowatych stanowi klad siostrzany dla agapantowatych (Agapanthaceae). W systemie tym rozważano celowość połączenia tych trzech rodzin w czosnkowate Alliaceae s.l.. Ostatecznie faktycznie rodziny te połączono w jedną w systemie APG III (2009) jednak pod nazwą amarylkowatych (Amaryllidaceae). Ustalone zostało ujęcie czosnkowych w randze podrodziny wraz z podziałem na plemiona, utrzymane także w systemie APG IV z 2016.
Podział podrodziny według Angiosperm Phylogeny Website
|  | Allieae                                                     |
|  |                                                             |
|  | \| \| Tulbaghieae \| \| \| \| \| \| Gilliesieae \| \| \| \| |
|  |                                                             |
|  | Tulbaghieae                                                 |
|  |                                                             |
|  | Gilliesieae                                                 |
|  |                                                             |

|  | Tulbaghieae |
|  |             |
|  | Gilliesieae |
|  |             |

Plemię Allieae Dumortier
- czosnek Allium – z bardzo różną liczbą gatunków w zależności od ujęcia systematycznego (od 260 do 780). Zasięg obejmuje obszary przynajmniej okresowo suche na półkuli północnej (rozproszone miejsca występowania także w Afryce).

Plemię Tulbaghieae Meisner
- Tulbaghia L. – tulbagia

Podrodzina Gilliesieae Baker
W zależności od ujęcia systematycznego liczy od 10 rodzajów do 18 rodzajów z ok. 80 gatunkami występującymi w pasie od południowej części Stanów Zjednoczonych do Argentyny. Wykaz rodzajów:
- Ancrumia Harv. ex Baker
- Bessera Schultes f.
- Erinna Phil.
- Garaventia Looser
- Gethyum Phil.
- Gilliesia Lindl.
- Ipheion Rafinesque – ifejon
- Latace Phil.
- Leucocoryne Lindl.
- Miersia Lindl.
- Muilla S.Watson ex Bentham
- Nectaroscordum Lindl.
- Nothoscordum Kunth
- Schickendantziella Spegazzini
- Solaria Phil.
- Speea Loes.
- Trichlora Baker
- Tristagma Poepp.